# Farshid Talebi
Farshid Talebi (in persiano فرشید طالبی; Shiraz, 24 agosto 1981) è un calciatore iraniano, di ruolo difensore.

## Palmarès
Zob Ahan
- Coppa dell'Iran: 1 (2008-2009)

Sepahan
- Coppa dell'Iran: 1 (2012-2013)

Tractor Sazi
- Coppa dell'Iran: 1 (2013-2014)